# Kraftstationen i Skogstorp

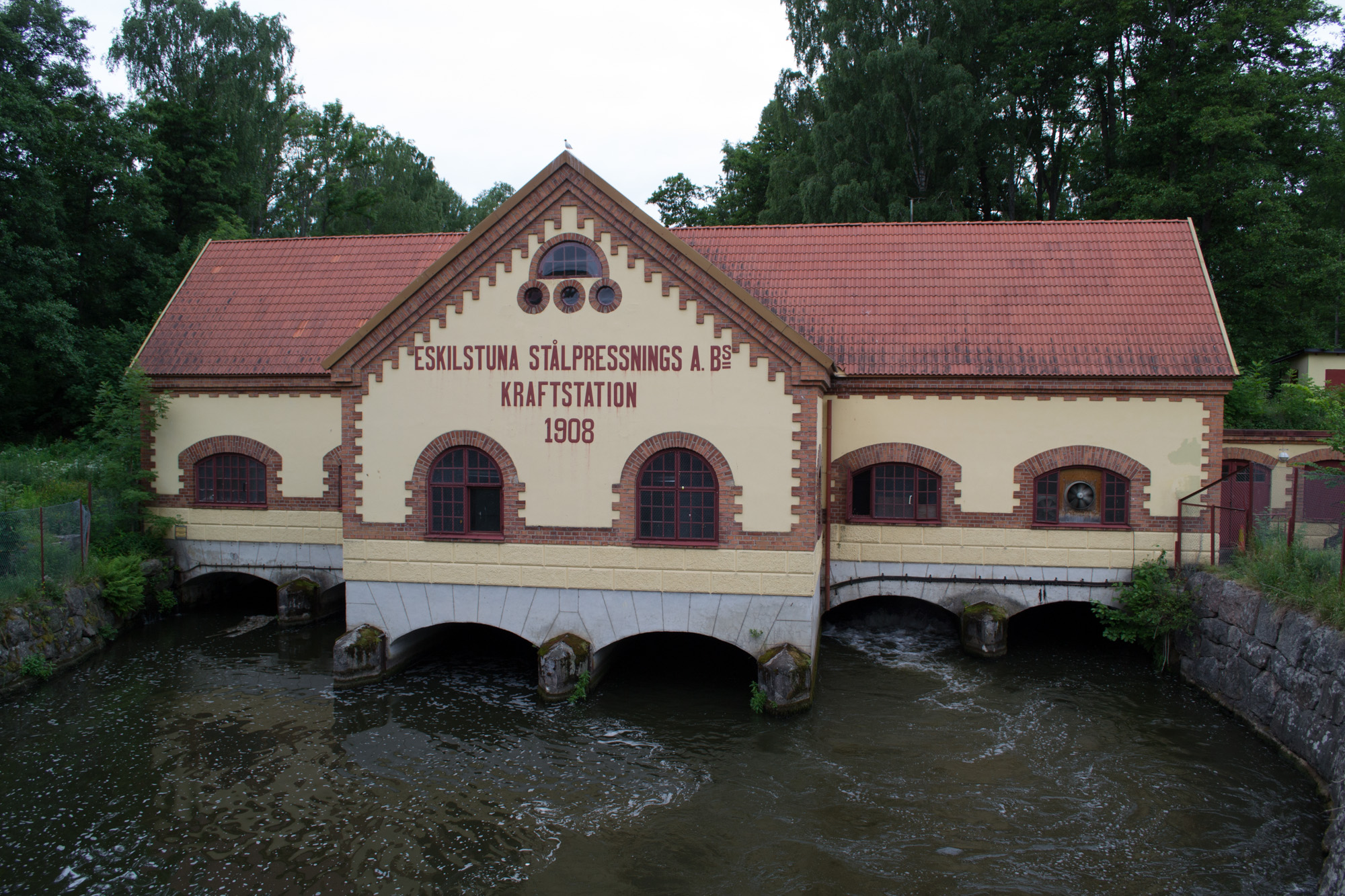
Kraftstationen i Skogstorp

Kraftstationen i Skogstorp är ett svenskt vattenkraftverk i Hyndevadsån (Eskilstunaån) vid Skogstorp i Eskilstuna kommun.
Eskilstuna Stålpressnings AB (idag del av Alfa Laval) byggde 1908 samtidigt ett varmvalsverk och en kraftstation vid Skogstorp. Kraftstationen levererar elkraft till valsverket och levererade tidigare elektricitet också till Rosenfors fabrik. Kraftstationen är en tidstypisk byggnad i putsat tegel.
Bröderna Bernhard och Oscar Libergs företag avstod från sin del av vattenrätten i Hyndevadsån mot fri årlig leverans av 150 hästkrafter dag och natt ”i evärdelig tid” från kraftstationen. Elleveransen till de båda fabrikerna skedde via markledningar.
Till kraftstationen grävdes 1906–1908 en kanal från den västra holmen vid Rosenholm till Bruksholmen. Dammluckor byggdes vid Bruksholmen och också vid Rosenholmsdammen några hundra meter högre upp längs Hyndevadsån. Fallhöjden vid kraftstationen är 5,2 meter.
I kraftstationen finns fyra turbiner och fyra generatorer. Generatorerna och turbinerna tillverkades av Maschinenfabrik B. Meier KG i Tyskland. De två äldsta generatorerna finns kvar från 1908, då kraftstationen byggdes. År 1957 byttes samtliga turbiner ut. Samma år renoverades också generatorerna. Två av generatorer byttes sedan ut 1989 och 1991.
Medelårsproduktionen för kraftstationen var på 1990-talet 5,5 miljoner kWh.